# Actia autumnalis
Actia autumnalis är en tvåvingeart som först beskrevs av Townsend 1917.  Actia autumnalis ingår i släktet Actia och familjen parasitflugor. Inga underarter finns listade i Catalogue of Life.